# (19263) Lavater
(19263) Lavater ist ein Asteroid des Hauptgürtels, der am 21. Juli 1995 vom deutschen Astronomen Freimut Börngen an der Thüringer Landessternwarte Tautenburg (IAU-Code 033) entdeckt wurde.
Der Asteroid wurde nach dem schweizerischen Pfarrer, Philosoph und Schriftsteller Johann Caspar Lavater (1741–1801) benannt, der zur Zeit der Aufklärung lebte und das politische und religiöse Leben seiner Zeitgenossen stark beeinflusste.